# Кубок Беларуси по футболу 2014/2015
Кубок Беларуси по футболу 2014/2015 годов — 24-й розыгрыш ежегодного клубного турнира, второго по значимости в стране. Финал Кубка впервые состоялся на стадионе Центральный в Гомеле (24 мая 2015 года). Обладателем трофея в 3-й раз стал борисовский БАТЭ, разгромивший солигорский «Шахтёр» со счётом 4:1.

## Регламент
Все этапы турнира до 1/8 финала включительно состояли из одного матча, а с 1/4 финала проводились по 2 встречи. Хозяином поля являлась команда, которая выступала в лиге, низшей по рангу. Если встречались команды из одной лиги, то хозяин поля определялся в результате жеребьёвки.
Победитель этого розыгрыша Кубка получал право сыграть с чемпионом Беларуси сезона 2015 года в Суперкубке Беларуси 2016 года, а также получил право участия во 2-м квалификационном раунде Лиги Европы 2015/16.

## Предварительный раунд
В единственном матче предварительного раунда 22 мая 2014 года встретились 2 клуба Второй лиги (Д3).
| Хозяева                      | Счёт            | Гости         |
| ---------------------------- | --------------- | ------------- |
| Колос-Дружба (Городище) (Д3) | 4:4 (пен. 10:9) | ФК Клецк (Д3) |

## 1/64 финала
На этой стадии приняли участие:
- Победитель предварительного раунда;
- 4 обладателя Кубков областей (КФК);
- 19 клубов Второй Лиги (Д3)[2].

Матчи состоялись 25 — 27 мая 2014 года.
| Хозяева                           | Счёт           | Гости                         |
| --------------------------------- | -------------- | ----------------------------- |
| Колос-Дружба (Городище) (Д3)      | 7:4            | Славянин (Минск) (Д3)         |
| Молодечно-2013 (Д3)               | 0:0 (пен. 6:5) | Приозёрье (Верхнедвинск) (Д3) |
| Вертикаль (Калинковичи) (Д3)      | 4:0            | ЮА-Строй-Житковичи (Д3)       |
| ФК Горки (КФК)                    | 2:1            | ФК Орша (Д3)                  |
| Ливадия (Дзержинск) (Д3)          | 2:0            | СКВИЧ (Минск) (Д3)            |
| Рогачёв-МК (Д3)                   | 0:2            | Партизан-2002 (Минск) (Д3)    |
| ФК Барановичи (Д3)                | 2:1            | Луч (Минск) (Д3)              |
| ФК Осиповичи (Д3)                 | 1:2 (д.в.)     | Белита-Витэкс (Узда) (Д3)     |
| ФК Ружаны (КФК)                   | 1:0            | Неман (Мосты) (Д3)            |
| ФСК Гродненский (Скидель) (КФК)   | 4:0            | ФК Кобрин (Д3)                |
| АК Ждановичи (Минский район) (Д3) | 1:0 (д.в.)     | Торпедо (Минск) (Д3)          |
| Энергосбыт-БГАТУ (Минск) (КФК)    | 0:3 (д.в.)     | Крумкачи (Минск) (Д3)         |

## 1/32 финала
На этой стадии приняли участие:
- 11 клубов Первой Лиги (Д2);
- ФК «Жлобин» (Д3)[3].

Матчи состоялись 10 и 11 июня 2014 года.
| Хозяева                           | Счёт           | Гости                    |
| --------------------------------- | -------------- | ------------------------ |
| Партизан-2002 (Минск) (Д3)        | 1:1 (пен. 3:1) | ФК Жлобин (Д3)           |
| Молодечно-2013 (Д3)               | 0:2            | ФК Городея (Д2)          |
| Вертикаль (Калинковичи) (Д3)      | 0:6            | Гранит (Микашевичи) (Д2) |
| ФК Барановичи (Д3)                | 1:1 (пен. 3:2) | Берёза-2010 (Д2)         |
| Колос-Дружба (Городище) (Д3)      | 0:3            | ФК Лида (Д2)             |
| ФСК Гродненский (Скидель) (КФК)   | 1:0            | Смолевичи-СТИ (Д2)       |
| Белита-Витэкс (Узда) (Д3)         | 0:5            | Звезда-БГУ (Минск) (Д2)  |
| АК Ждановичи (Минский район) (Д3) | 0:0 (пен. 6:5) | ФК Слоним (Д2)           |
| ФК Горки (КФК)                    | 0:7            | Гомельжелдортранс (Д2)   |
| Ливадия (Дзержинск) (Д3)          | 0:1            | Волна (Пинск) (Д2)       |
| Крумкачи (Минск) (Д3)             | 0:3            | Химик (Светлогорск) (Д2) |
| Ружаны (КФК)                      | 0:11           | ФК Сморгонь (Д2)         |

## 1/16 финала
Жеребьёвка 1/16 финала прошла 17 июня 2014 года.
На этой стадии приняли участие:
- 12 победителей 1/32 финала;
- 4 оставшиеся команды Первой лиги (Д2);
- 8 команд Высшей лиги (Д1).

Матчи состоялись 25, 26 и 27 июля 2014 года.
| Хозяева                           | Счёт           | Гости                       |
| --------------------------------- | -------------- | --------------------------- |
| Звезда-БГУ (Минск) (Д2)           | 1:0            | ФК Минск (Д1)               |
| ФК Лида (Д2)                      | 0:1            | ФК Слуцк (Д1)               |
| ФК Барановичи (Д3)                | 1:2            | Динамо-Брест (Д1)           |
| АК Ждановичи (Минский район) (Д3) | 0:4            | Нафтан (Новополоцк) (Д1)    |
| Гранит (Микашевичи) (Д2)          | 1:0            | Речица-2014 (Д2)            |
| Гомельжелдортранс (Д2)            | 2:1            | Славия-Мозырь (Д2)          |
| Волна (Пинск) (Д2)                | 2:4            | Ислочь (Минский район) (Д2) |
| ФК Городея (Д2)                   | 0:0 (пен. 3:2) | Торпедо-БелАЗ (Жодино) (Д1) |
| ФК Сморгонь (Д2)                  | 0:2            | Днепр (Могилёв) (Д1)        |
| ФСК Гродненский (Скидель) (КФК)   | 1:4            | Белшина (Бобруйск) (Д1)     |
| Химик (Светлогорск) (Д2)          | 1:2            | ФК Гомель (Д1)              |
| Партизан-2002 (Минск) (Д3)        | 1:3            | ФК Витебск (Д2)             |

## 1/8 финала
Жеребьёвка 1/8 финала прошла 28 июля 2014 года. Согласно регламенту, пары этой стадии были определены путём слепого жребия без предварительного распределения команд по корзинам.
Представители Беларуси в еврокубках — БАТЭ Борисов, «Шахтёр» Солигорск, «Динамо» Минск и «Неман» Гродно — начали свой турнирный путь с 1/8 финала.
Матчи состоялись 23 и 24 августа 2014 года («Шахтёр» Солигорск — ФК «Городея» — 24 сентября, БАТЭ Борисов — ФК «Слуцк» — 11 октября, «Днепр» Могилёв — «Динамо» Минск — 13 октября).
| Хозяева                     | Счёт           | Гости                    |
| --------------------------- | -------------- | ------------------------ |
| Неман (Гродно) (Д1)         | 5:4 (д.в.)     | ФК Гомель (Д1)           |
| Нафтан (Новополоцк) (Д1)    | 1:2            | ФК Витебск (Д2)          |
| Белшина (Бобруйск) (Д1)     | 1:0            | Звезда-БГУ (Минск) (Д2)  |
| Гомельжелдортранс (Д2)      | 0:2            | Динамо-Брест (Д1)        |
| Ислочь (Минский район) (Д2) | 1:1 (пен. 4:5) | Гранит (Микашевичи) (Д2) |
| БАТЭ (Борисов) (Д1)         | 2:1 (д.в.)     | ФК Слуцк (Д1)            |
| Шахтёр (Солигорск) (Д1)     | 1:0            | ФК Городея (Д2)          |
| Днепр (Могилёв) (Д1)        | 0:1            | Динамо (Минск) (Д1)      |

## 1/4 финала
Жеребьёвка 1/4 финала прошла 16 октября 2014 года. Согласно регламенту, пары были определены путём слепого жребия без предварительного рассеивания команд. Победители на этой стадии определялись по итогам двух матчей.
Первые матчи состоялись 21 и 22 марта 2015 года, ответные — 4 апреля 2015 года.

### Первые матчи
| Хозяева             | Счёт | Гости              |
| ------------------- | ---- | ------------------ |
| Гранит (Микашевичи) | 0:0  | Шахтёр (Солигорск) |
| Белшина (Бобруйск)  | 0:0  | Динамо-Брест       |
| Динамо (Минск)      | 1:2  | ФК Витебск         |
| БАТЭ (Борисов)      | 1:0  | Неман (Гродно)     |

### Ответные матчи
| Хозяева            | Счёт       | Гости               |
| ------------------ | ---------- | ------------------- |
| Шахтёр (Солигорск) | 3:0        | Гранит (Микашевичи) |
| Динамо-Брест       | 2:1        | Белшина (Бобруйск)  |
| ФК Витебск         | 1:3 (д.в.) | Динамо (Минск)      |
| Неман (Гродно)     | 1:2        | БАТЭ (Борисов)      |

## 1/2 финала
Жеребьёвка 1/2 финала прошла 6 апреля 2015 года. Пары были определены путём слепого жребия. Победители на этой стадии определялись по итогам двух матчей.
Первые матчи состоялись 15 апреля 2015 года, ответные — 29 апреля 2015 года.

### Первые матчи
| Хозяева            | Счёт | Гости          |
| ------------------ | ---- | -------------- |
| Шахтёр (Солигорск) | 0:0  | Динамо-Брест   |
| БАТЭ (Борисов)     | 0:0  | Динамо (Минск) |

### Ответные матчи
| Хозяева        | Счёт | Гости              |
| -------------- | ---- | ------------------ |
| Динамо-Брест   | 1:2  | Шахтёр (Солигорск) |
| Динамо (Минск) | 1:3  | БАТЭ (Борисов)     |

## Финал
| 24 мая 2015                                                 | \| БАТЭ (Борисов) \| 4:1 \| Шахтёр (Солигорск) \| \| Гордейчук 52′ · Родионов 61′ · Карницкий 65′ · Сигневич 73′ \| Голы \| Комаровский 72′ \| | Центральный, Гомель Зрителей: 9100 (14 307) Судья: И. Крук (Молодечно) |
| БАТЭ (Борисов)                                              | 4:1 | Шахтёр (Солигорск)                                                     |
| Гордейчук 52′ · Родионов 61′ · Карницкий 65′ · Сигневич 73′ | Голы | Комаровский 72′                                                        |

| Обладатель Кубка Беларуси 2014/15 |
| --------------------------------- |
| БАТЭ (Борисов) Третий кубок       |